# Slag bij Évora
De Slag bij Évora vond plaats op 29 juli 1808 tijdens de Spaanse Onafhankelijkheidsoorlog bij de Portugese stad Évora. Het gecombineerde Spaans-Portugese leger stond onder leiding van Francisco de Paula Leite de Sousa en het Franse onder leiding van Louis Henri Loison.

## Achtergrond
Met de Vrede van Tilsit werd de Vierde Coalitieoorlog beëindigd. Nadat hiermee Napoleon Bonaparte zijn grenzen in het oosten had veiliggesteld richtte hij zich naar het Westen. het Koninkrijk Portugal was een van de oudste bondgenoten op het continent van Groot-Brittannië. Tevens weigerde het Portugese koningshuis mee te werken aan het continentaal stelsel. Napoleon stelde de Portugese regent Johan van Braganza voor een ultimatum, maar deze weigerde. Toen een leger van 25.000 man onder leiding van Jean-Andoche Junot de Portugese grens bedreigde, capituleerde Johan. Het was echter te laat voor Napoleon om Junot terug te roepen en op 30 november 1807 deed Junot zijn intrede in Lissabon.

## Opstand
Doordat Portugal zich aan de zijde van Napoleon had geschaard werden de Portugese havens door Engelse schepen geblokkeerd. In eerste instantie legde de Portugese bevolking zich neer bij de veranderde situatie, maar door de Opstand van Dos de Mayo veranderde alles. In Porto wist een Spaanse generaal me behulp van het stadsbestuur de macht in de stad te herstellen. Ondertussen kwamen ook verschillende andere provincies in opstand tegen het nieuwe Franse gezag.
Al snel was een Lissabon een van de weinige bolwerken in Portugal die nog direct onder het gezag van Junot stond. Hij stuurde enkele commandanten van hem, waaronder Louis Henri Loison, eropuit om de macht in Portugal te herstellen. Loison kreeg de opdracht mee om de Franse macht in de provincie Alentejo te herstellen. Nadat er onlusten waren uitgebroken in Lissabon, kreeg Loison de opdracht om enkele forten aan de grens met Spanje te behouden voor de Fransen. Op 25 juli 1808 vertrok Loison vanuit Lissabon naar de sterkte van Elvas.

## Slag
Inmiddels had het hart van de Portugese guerrillastrijd zich gevestigd in Évora. Op 29 juli toen Loison de stad probeerde te passeren blokkeerde een divisie soldaten zijn weg. De Portugese vrijheidsstrijders hadden inmiddels versterking gekregen van de Spanjaarden. Loison moest slag leveren wilde hij zijn missie voortzetten.
De Portugese en Spaanse troepen namen een gok om niet de dekking op te zoeken van de kapotte stadsmuren van de stad. Door een snelle en gerichte aanval van de Fransen werden de troepen al snel uit elkaar geslagen. Inmiddels zochten de meeste slecht uitgeruste opstandelingen de beschutting van de oude muren op. Ook de overgebleven restanten van het leger werden verdreven door de Fransen, waardoor Loison zijn reis kon voortzetten.

## Nasleep
Na de voor Portugese verloren slag zou het niet lang duren voordat een Engelse troepenmacht vanuit Gibraltar op de Portugese kust landde onder leiding van Arthur Wellesley. Hierop keerde Loison snel terug naar Lissabon om Junot bij te staan.